# 羅傑斯 (堪薩斯州)
羅傑斯（Rogers）為美國堪薩斯州學托擴縣的一座非建制地區。

## 歷史
位在羅傑斯的郵政局於1887年6月4日開設，期間持續營運直到1905年3月31日裁撤。